# Landschaftsschutzgebiet Niederungsbereich Bollandswater
Das Landschaftsschutzgebiet Niederungsbereich Bollandswater ist ein Landschaftsschutzgebiet im Landkreis Aurich des Bundeslandes Niedersachsen. Es trägt die Nummer LSG AUR 00002.

## Beschreibung des Gebiets
Das 2007 ausgewiesene Landschaftsschutzgebiet umfasst eine Fläche von 0,17 Quadratkilometern und liegt südlich der Straße Schottjer Groden vollständig auf dem Gebiet der Gemeinde Upgant-Schott, die wiederum Teil der Samtgemeinde Brookmerland ist. Das Landschaftsschutzgebiet verläuft entlang der Niederung des heute trocken liegenden Bollandswaters. An dessen Stelle befand sich im Mittelalter vermutlich ein kleiner Flusslauf namens Gant,  der von Siegelsum kommend in die Abelitz, einen Zufluss des Alten Greetsieler Sieltiefs floss.